# Kvarnvattnet (Hammerdals socken, Jämtland)
Kvarnvattnet är en sjö i Strömsunds kommun i Jämtland och ingår i Indalsälvens huvudavrinningsområde. Sjön har en area på 0,595 kvadratkilometer och ligger 304 meter över havet. Sjön avvattnas av vattendraget Ruggan (Älggårdsån).

## Delavrinningsområde
Kvarnvattnet ingår i det delavrinningsområde (705541-148627) som SMHI kallar för Utloppet av Kvarnvattnet. Medelhöjden är 307 meter över havet och ytan är 2,42 kvadratkilometer. Räknas de 10 avrinningsområdena uppströms in blir den ackumulerade arean 73,88 kvadratkilometer. Ruggan (Älggårdsån) som avvattnar avrinningsområdet har biflödesordning 4, vilket innebär att vattnet flödar genom totalt 4 vattendrag innan det når havet efter 213 kilometer. Avrinningsområdet består mestadels av skog (42 procent) och sankmarker (24 procent). Avrinningsområdet har 0,59 kvadratkilometer vattenytor vilket ger det en sjöprocent på 24,5 procent.